# Streptocarpus
Streptocarpus es un género  de plantas  perteneciente a la familia Gesneriaceae.  Comprende 230 especies descritas y de estas, solo 134 aceptadas.

## Hábitat

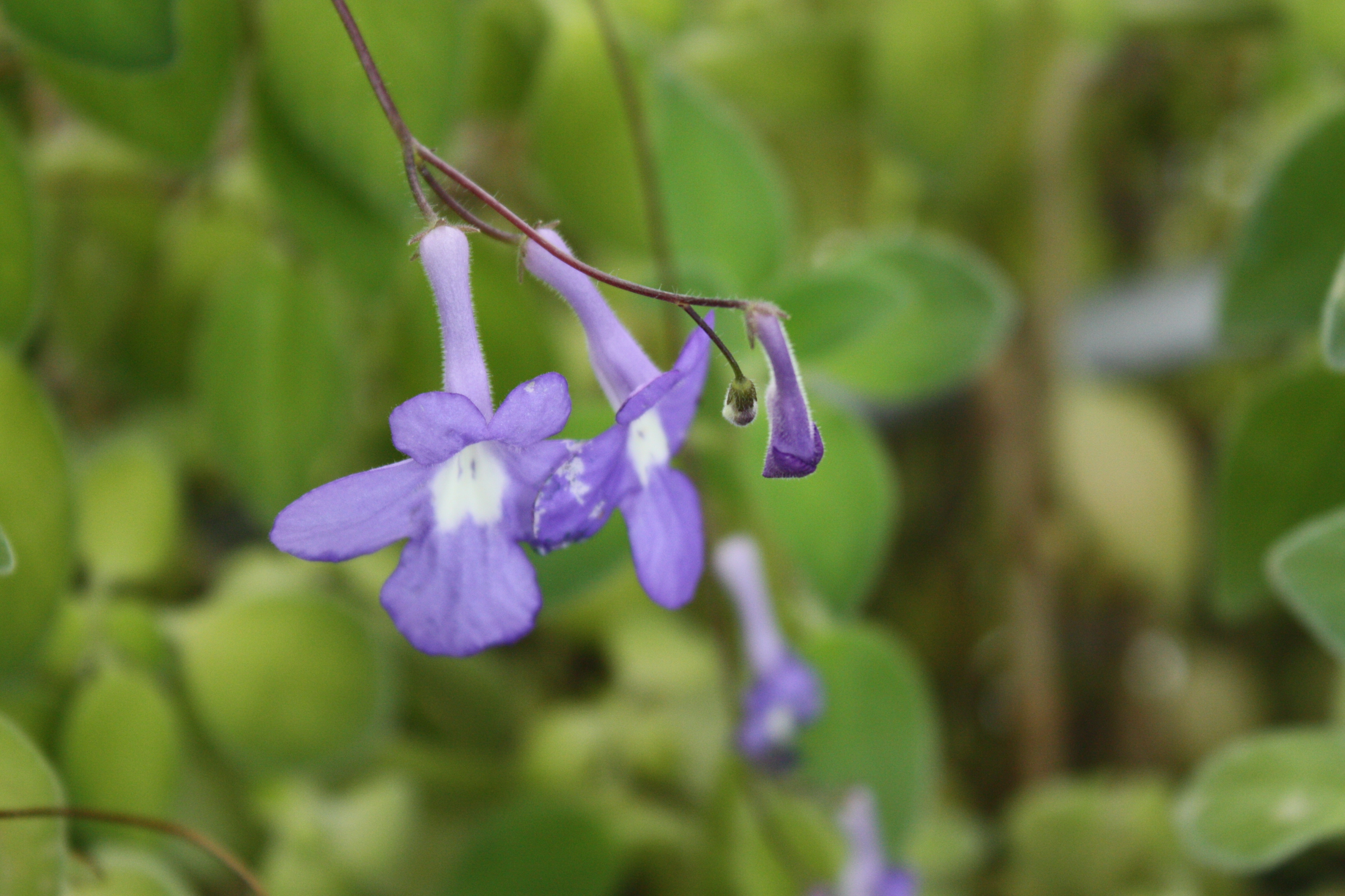
Streptocarpus saxorum

Está estrechamente relacionado con el género Saintpaulia. Su nombre común es Cabo Primrose, refiriéndose al nombre  de varias especies de Sudáfrica y su semejanza superficial al género Primula. El género es nativo de partes de África y Madagascar (con unas pocas especies extrañas en Asia, que probablemente no tienen cabida en el género). Las plantas a menudo crecen en la sombra de las laderas rocosas o acantilados.  Se encuentran cada vez más sobre el terreno, grietas de rocas,  y la semilla puede germinar y crecer casi en cualquier parte. A
El género se define por tener un fruto retorcido en espiral (de ahí el nombre de "Streptocarpus"), aunque este carácter se encuentra también en algunos otros géneros de Gesneriaceae del Viejo Mundo .

## Taxonomía
El género fue descrito por  John Lindley y publicado en Journal of Botany, British and Foreign 49: 188. 1911.
Etimología
Streptocarpus: nombre genérico que deriva del idioma griego στρεπτός, streptos = "retorcido", y καρπός, "karpos" = "fruto", aludiendo a lo retorcido de sus cápsulas. 

## Especies

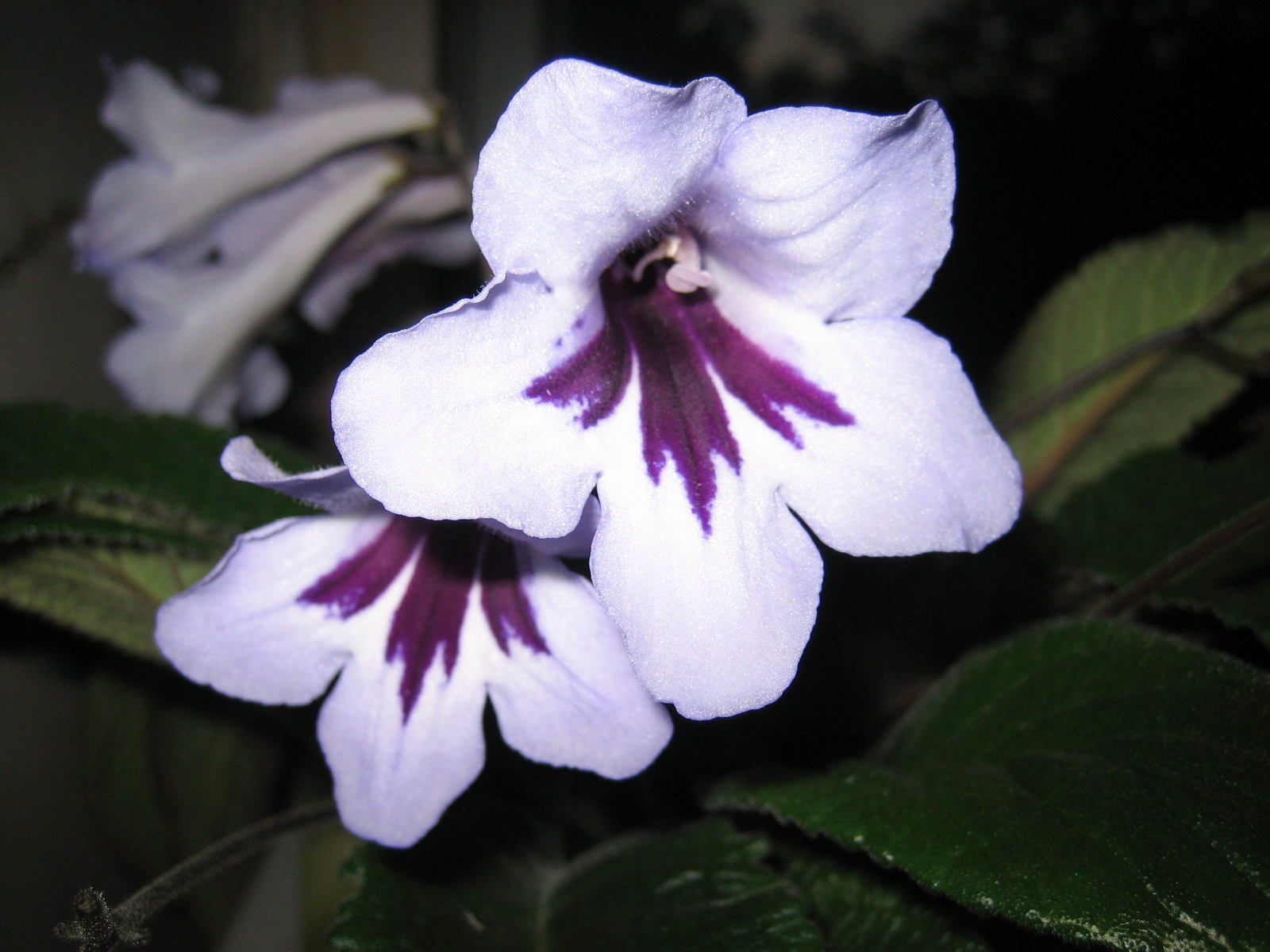
Streptocarpus

- Streptocarpus arcuatus
- Streptocarpus baudertii
- Streptocarpus brachynema
- Streptocarpus boinensis
- Streptocarpus bolusii
- Streptocarpus brevistamineus
- Streptocarpus bullatus
- Streptocarpus burundianus
- Streptocarpus caeruleus
- Streptocarpus candidus
- Streptocarpus capuronii
- Streptocarpus compressus
- Streptocarpus confusus
- Streptocarpus cooksoni
- Streptocarpus cooperi
- Streptocarpus cordifolius
- Streptocarpus cyanandrus
- Streptocarpus cyaneus
- Streptocarpus daviesi
- Streptocarpus davyi
- Streptocarpus decipiens
- Streptocarpus denticulatus
- Streptocarpus dunnii
- Streptocarpus erubescens
- Streptocarpus exsertus
- Streptocarpus eylesii
- Streptocarpus fanniniae
- Streptocarpus fasciatus
- Streptocarpus fenestra dei
- Streptocarpus formosus
- Streptocarpus galpinii
- Streptocarpus gardenii
- Streptocarpus goetzei
- Streptocarpus grandis
- Streptocarpus haygarthii
- Streptocarpus hildebrandtii
- Streptocarpus hirticapsa
- Streptocarpus hirtinervis
- Streptocarpus ibityensis
- Streptocarpus itremensis
- Streptocarpus johannis
- Streptocarpus kentaniensis
- Streptocarpus kungwensis
- Streptocarpus latens
- Streptocarpus leptopus
- Streptocarpus lokohensis
- Streptocarpus longiflorus
- Streptocarpus makabengensis
- Streptocarpus mangindranensis
- Streptocarpus masisiensis
- Streptocarpus meyeri
- Streptocarpus michelmorei
- Streptocarpus micranthus
- Streptocarpus modestus
- Streptocarpus molweniensis
- Streptocarpus monophyllus
- Streptocarpus montanus
- Streptocarpus montigena
- Streptocarpus myoporoides
- Streptocarpus nimbicola
- Streptocarpus occultus
- Streptocarpus parviflorus
- Streptocarpus pentherianus
- Streptocarpus perrieri
- Streptocarpus phaeotrichus
- Streptocarpus pogonites
- Streptocarpus pole-evansii
- Streptocarpus polyanthus
- Streptocarpus polyphyllus
- Streptocarpus porphyrostachys
- Streptocarpus primulifolius
- Streptocarpus prolixus
- Streptocarpus pumilus
- Streptocarpus pusillus
- Streptocarpus revivescens
- Streptocarpus rexii
- Streptocarpus rhodesianus
- Streptocarpus rimicola
- Streptocarpus roseoalbus
- Streptocarpus sambiranensis
- Streptocarpus saundersii
- Streptocarpus semijunctus
- Streptocarpus silvaticus
- Streptocarpus solenanthus
- Streptocarpus stellulifer
- Streptocarpus stenosepalus
- Streptocarpus suborbicularis
- Streptocarpus trabeculatus
- Streptocarpus tsimihetorum
- Streptocarpus umtaliensis
- Streptocarpus vandeleurii
- Streptocarpus variabilis
- Streptocarpus velutinus
- Streptocarpus wendlandii
- Streptocarpus wilmsii
- Streptocarpus wittei

Subgénero Streptocarpella:
| - Streptocarpus andohahelensis - Streptocarpus bambuseti - Streptocarpus beampingaratrensis - Streptocarpus buchanani - Streptocarpus campanulatus - Streptocarpus caulescens - Streptocarpus elongatus - Streptocarpus euanthus - Streptocarpus glabrifolius - Streptocarpus glandulosissimus - Streptocarpus gonjaënsis - Streptocarpus hilsenbergii - Streptocarpus hirsutissimus - Streptocarpus holstii - Streptocarpus inflatus - Streptocarpus insularis - Streptocarpus integrifolius - Streptocarpus kimbozanus - Streptocarpus kirkii | - Streptocarpus leandrii - Streptocarpus levis - Streptocarpus linguatus - Streptocarpus macropodus - Streptocarpus mandrerensis - Streptocarpus muscicola - Streptocarpus muscosus - Streptocarpus nobilis - Streptocarpus oliganthus - Streptocarpus pallidoflorus - Streptocarpus papangae - Streptocarpus parensis - Streptocarpus prostratus - Streptocarpus saxorum - Streptocarpus schliebenii - Streptocarpus stomandrus - Streptocarpus suffruticosus - Streptocarpus tanala - Streptocarpus tsaratananensis - Streptocarpus thompsoni - Streptocarpus venosus |